# 安全壽命設計
安全壽命設計是在考慮一定裕度的情形下，使產品可以在設計壽命以內均可正常使用的設計。
安全壽命設計常用在飛機的金屬件中，飛機机体元件在其生命週期中會持續受到變化性的負載，會使金屬件容易因金屬疲勞而破壞。像機翼或是尾翼部份的元件若失效，可能會造成失事意外。
安全壽命設計會用在一些關鍵系統中，可能是難以更換維修的部份，或是損毀後可能會造成生命財產嚴重損失的部份。這類系統會設計可以在不維修的情形下運作數年之久。
安全壽命設計元件的缺點是可能為過度保守設計，需要的資源或材料都會比預期的要高，造成不經濟的情形。而且為了設計的安全性，當設計壽命到達時，即使元件仍可以使用一段時間，仍需要更換元件。為了克服這些缺點，出現了其他的設計哲學，例如失效安全設計或是容錯設計。